# Borregos Guadalajara
Los Borregos Guadalajara son el equipo representativo de fútbol americano universitario del Instituto Tecnológico y de Estudios Superiores de Monterrey, Campus Guadalajara. Actualmente participan en el Grupo Independencia de la Conferencia Premier CONADEIP y juegan sus partidos como local en La Fortaleza Azul, dentro del campus, en Guadalajara, Jalisco.

## Historia
Después de varios intentos en el ITESM campus Guadalajara desde el 2000 de establecer un equipo de fútbol americano combinando alumnos de preparatoria y universidad, el equipo se crea en 2009. Los Borregos Guadalajara compiten en categorías inferiores logrando dos campeonatos en Juvenil AA en 2009 y 2010.

### CONADEIP
En 2012 se crea el equipo de Liga Mayor y se anuncia a Javier Aguirre como head coach. El equipo ingresa a la Conferencia Premier CONADEIP y en su primera temporada, consigue tres victorias. Para 2013, Borregos Guadalajara se queda a nada de poder participar en postemporada, pero pierde su último partido ante los Borregos CCM. En 2014, consiguen su primera temporada ganadora con récord de 7–2, calificando a playoffs, pero ahí serían derrotados por Borregos Toluca. Al año siguiente, Borregos Guadalajara disputan el Tazón Independencia-Libertad, pero son derrotados de nuevo por Borregos Toluca. Para 2016, el equipo se consolida como la mejor defensiva de la conferencia, pero no logra el campeonato de su grupo.
En 2017, se anuncia la llegada de Enrique Villanueva como entrenador. El equipo tiene su peor temporada, al terminar con récord de nueve derrotas y cero triunfos.

## Temporadas
| Campeonato Nacional | Campeonato de Conferencia | Campeonato de Grupo |

| Temporada | Entrenador principal | Conferencia | Pos. Conf. | Pos. Gpo. | Ganados | Perdidos | Postemporada                                                      |
| --------- | -------------------- | ----------- | ---------- | --------- | ------- | -------- | ----------------------------------------------------------------- |
| 2012      | Javier Aguirre       | Premier     | —          |           |         |          | —                                                                 |
| 2013      | Javier Aguirre       | Premier     | —          | 4.º       | 3       | 6        | —                                                                 |
| 2014      | Javier Aguirre       | Premier     | —          | 2.º       | 7       | 2        | Perdió en cuartos de final ante Borregos Toluca 7–38              |
| 2015      | Javier Aguirre       | Premier     | —          | 6.º       | 4       | 5        | Perdió el Tazón Independencia-Libertad ante Borregos Toluca 13–52 |
| 2016      | Javier Aguirre       | Premier     | —          | 2.º       | 7       | 2        | —                                                                 |
| 2017      | Enrique Villanueva   | Premier     | —          | 6.º       | 0       | 9        | —                                                                 |